# Artikel 139 des Grundgesetzes für die Bundesrepublik Deutschland

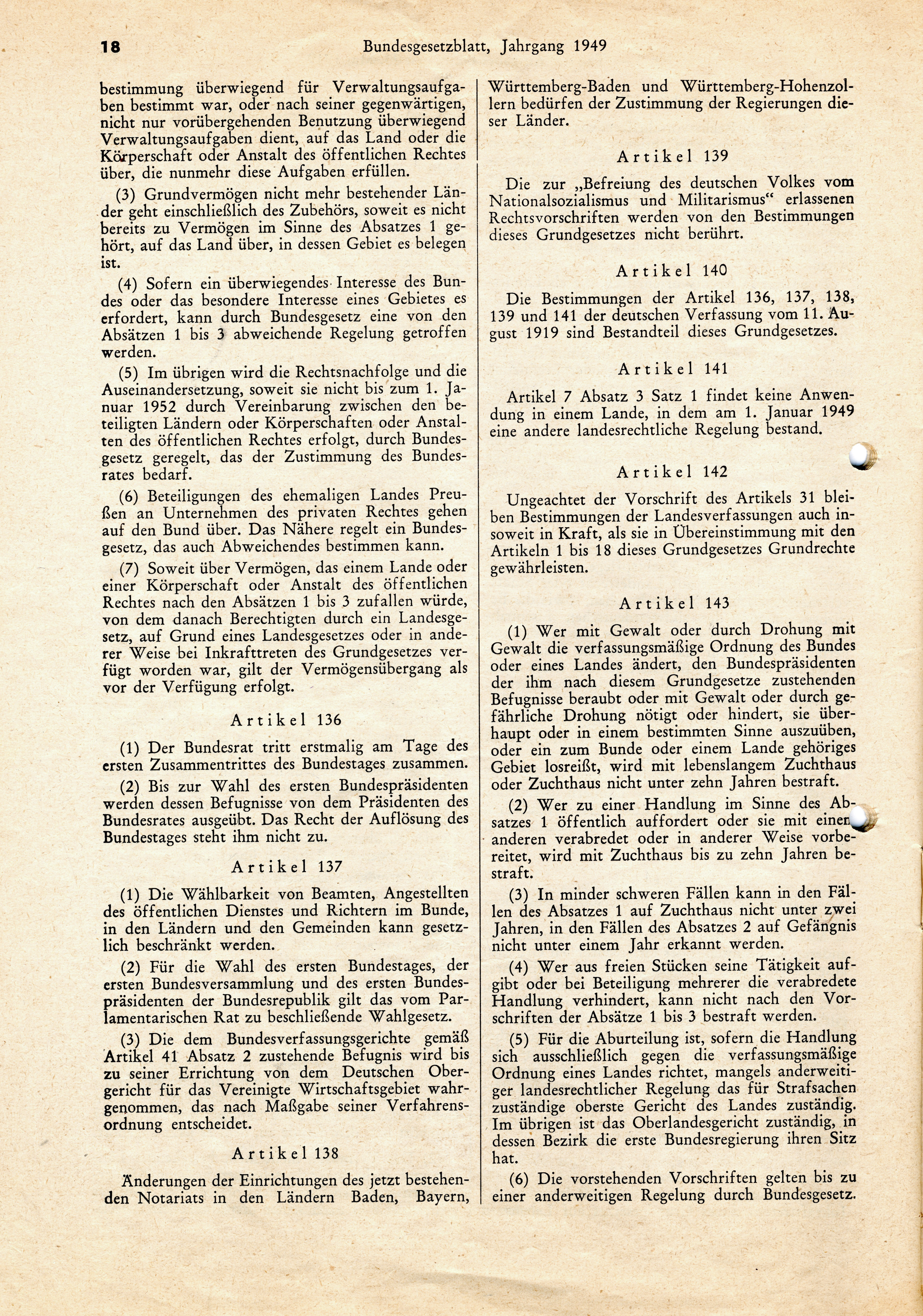
Bundesgesetzblatt Nr. 1 vom 23. Mai 1949, S. 18

Artikel 139 des Grundgesetzes für die Bundesrepublik Deutschland, kurz Art. 139 GG ist eine Vorschrift in den Übergangs- und Schlussbestimmungen des Grundgesetzes für die Bundesrepublik Deutschland. 

Sie lautet: 
In folgenden Landesverfassungen gibt es entsprechende Bestimmungen: Art. 184 BayVerf., Art. 98 BerlVerf., Art. 154 BremVerf., Art. 158 HessVerf. und Art. 140 RhPfVerf.

## Bedeutung
Bei Inkrafttreten des Grundgesetzes mit Ablauf des 23. Mai 1949 bestand die Bedeutung des Art. 139 GG vor allem darin, dass die zur „Befreiung des deutschen Volkes vom Nationalsozialismus und Militarismus“ erlassenen Rechtsvorschriften nicht mit den Grundrechten des Grundgesetzes vereinbar zu sein brauchten und daher weitergelten konnten. Zugleich konnten die aufgrund der betreffenden Rechtsvorschriften ergangenen Spruchkammerentscheidungen nicht mit der Verfassungsbeschwerde angefochten werden. Gemeint waren die (bundes-)deutschen, landesrechtlichen Ausführungsgesetze, deren Grundlage die 1946 erlassenen Kontrollratsdirektiven Nr. 24 und Nr. 38 waren wie das Befreiungsgesetz des Länderrats des amerikanischen Besatzungsgebietes vom 5. März 1946.
Nach den Entnazifizierungsgesetzen war es beispielsweise möglich, ein bereits abgeschlossenes Spruchkammerverfahren wegen einer Betätigung im „Dritten Reich“ auch zu Ungunsten der betreffenden Person wiederaufzunehmen, obwohl das Grundgesetz in Art. 103 Abs. 3 GG eine Mehrfachbestrafung wegen derselben Tat ausdrücklich verbietet. Nationalsozialistisch Belastete im Sinne der Kontrollratsdirektive Nr. 38 wie Aktivisten, Militaristen und Nutznießer sollten sich aber nicht auf die Grundrechte des Grundgesetzes berufen können.
Seit dem erklärten Abschluss der Entnazifizierung von 1951 ist umstritten, ob Art. 139 GG überhaupt noch einen Anwendungsbereich habe: Manche Juristen meinen, als „Sondervorschrift nach Rechts“ verpflichte dieser trotzdem die streitbare Demokratie zu einem konsequenten Vorgehen gegen den Neonazismus. Die herrschende Meinung lehnt das allerdings ab, nicht zuletzt aufgrund der Grundgesetzkommentierung des früheren NS-Professors Theodor Maunz (Maunz/Dürig) und nachfolgend bzw. weiter entwickelnd alle seine Schüler, unter ihnen namentlich Roman Herzog.